# Geraldine Claudette Darden
 Geraldine Claudette Darden (* 22. Juli 1936 in Virginia) ist eine US-amerikanische Mathematikerin und Hochschullehrerin. Sie war die vierzehnte Afroamerikanerin, die einen Doktorgrad erhielt.

## Leben und Werk
Darden wurde in der heute ausgestorbenen Gemeinde Nansemond County, Virginia geboren und besuchte die getrennten öffentlichen Schulen. Sie erwarb 1957 einen Bachelor-Abschluss in Mathematik am Hampton Institute und unterrichtete danach an der  S.H. Clarke Junior High School in Portsmouth, Virginia.  1958 erhielt sie ein Stipendium der National Science Foundation für die Teilnahme am Summer Institute in Mathematik an der North Carolina Central University. Hier lernte sie die Mathematikerin und Institutsleiterin Marjorie Lee Browne kennen, die sie ermutigte, die Graduiertenschule zu besuchen. 1960 erwarb sie einen Master-Abschluss an der University of Illinois at Urbana-Champaign und 1965 einen zweiten Master-Abschluss.  Sie promovierte 1967 an der Syracuse University bei James Reid mit der Dissertation: On the Direct Sums of Cyclic Groups. Anschließend wurde sie Professorin für Mathematik am Hampton Institute (heute: Hampton University) und wechselte 1981 zu den Bell Laboratories, wo sie 2001 in den Ruhestand ging. Zusammen mit dem Lehrbuchautor Tom Apostol veröffentlichte sie „Selected Papers on Pre-Calculus“, Nachdruck aus dem American Mathematical Monthly (Bd. 181) und aus dem Mathematics Magazine (Bd. 149). The Raymond W. Brink Selected Mathematical Papers. 1. The Mathematical Association of America, Washington, D. C., 1977. S. xvii + 469, ISBN 978-0883852002